# Demokratický deficit v Evropské unii
Demokratický deficit v Evropské unii je pojem odvolávající se na názor, že Evropská unie je v důsledku složitých metod rozhodování, které používá, vzdálena běžnému občanovi a nedostává se jí tak demokratické legitimity.
Mezi občany je rozšířen názor, že institucionálnímu schématu Společenství dominuje instituce, která kombinuje legislativní a exekutivní formy vlády (Rada Evropské unie), a instituce, která postrádá demokratickou legitimitu (Evropská komise – přestože jsou její členové jmenováni vládami členských států a musí být ve funkci potvrzeni Evropským parlamentem a přestože je Komise kolektivně zodpovědná Parlamentu).
Jsou různé názory na to, jestli má EU demokratický deficit a jak by se měl řešit pokud ano. Proevropané tvrdí, že by se EU měla reformovat a v institucích by měla být prosazena politická zodpovědnost. Euroskeptici tvrdí, že moc EU by se měla oslabit, nebo prosazují vystoupení z EU.
Demokratický deficit se stal evropským pojmem v rámci Laekenské deklarace, která určila cíle Konventu. Jedním z hlavních cílů bylo posílit legitimitu Evropské unie, tedy odstranit demokratický deficit EU. Podle kritiků výsledků i podmínek práce Konventu se tento záměr nezdařil.
Během roku 2000 došlo k zahájení dvojí širší iniciativy, jejímž cílem bylo přiblížení Evropy jejím občanům. Za prvé, po zasedání Evropské rady v Nice v prosinci 2000 začala rozsáhlá veřejná debata o budoucnosti Unie, a za druhé bylo Evropskou radou na jejím zasedání v Laekenu rozhodnuto svolat Evropský konvent, který měl mimo jiné prozkoumat různé aspekty demokratické legitimity Unie a jejích institucí. Výsledkem činnosti Konventu se stalo předložení návrhu Smlouvy o založení Ústavy pro Evropu, na jehož konečném znění se shodli nejvyšší představitelé členských států v červnu 2004. Při ratifikačním procesu dostávají velký prostor občané, kteří o osudech ústavní smlouvy v několika státech rozhodují v referendu.

## Evropské orgány
Ačkoliv bylo jedním z cílů i Lisabonské smlouvy zmírnit demokratický deficit, problémy přetrvávají, neboť jsou přirozeně zakotveny v základních principech fungování Evropské unie.
Hlavním problémem je povaha institucí, kde je rozhodováno o legislativě – rozhodovací orgány jsou vesměs exekutivní. Lisabonská smlouva uvádí, že Unie je založena na zastupitelské demokracii. Evropská komise je však orgánem jmenovaným a Rada Evropské unie se skládá z členů vlád členských států. Jediný orgán, jejž by bylo možno označit za demokratický v potřebném smyslu, je tedy Evropský parlament. S ním jsou však spojené určité specifické charakteristiky, které jej odlišují od běžných národních parlamentů:
- chybí zde homogenita (nelze mluvit o něčem, jako je „evropský národ“),
- je zde větší „vzdálenost“ od lidí (není všeobecné povědomí, co se v EP řeší, lidé se o to příliš nezajímají).

I Evropský parlament je tak svým způsobem odtržen od voličů a lze jej stěží považovat za demokratický orgán ve stejném smyslu, jako je tomu u národních parlamentů. Výše zmíněné nedostatky jsou poměrně významné s přihlédnutím k tomu, že valná část národní legislativy vzniká právě pod přímým či nepřímým vlivem unijních aktů.

## Náznaky přímé demokracie
Snad v reakci na výše zmíněné nedostatky existují instituty, jež se snaží o posílení přímé demokracie v EU. Každý občan má mít právo podílet se na demokratickém životě Unie a rozhodnutí mají být přijímána co nejotevřeněji a co nejblíže občanům. Prvky přímé demokracie jmenovitě znamenají:
- možnost občanů a reprezentativních sdružení projevovat a vyměňovat si názory,
- dialog orgánů s reprezentativními sdruženími a občanskou společností,
- vedení konzultací mezi Komisí a dotčenými stranami,
- možnost iniciativy nejméně 1 milionu občanů z podstatného počtu členských států vyzvat Komisi, aby předložila legislativní návrh.

Nakolik tyto prvky skutečně omezují demokratický deficit, je sporné, neboť samotného přijímání legislativy se nedotýkají. Národní parlamenty jsou o návrzích informovány, ale rozhodování se neúčastní. Soudí se, že demokratický deficit EU i přes jisté náznaky snahy není možné v dohledné době uspokojivě vyřešit.

## Legitimita Evropské unie
Legitimita v kontextu Evropské unie je založena na demokratických volbách do Evropského parlamentu. Avšak za předpokladu existence demokratického deficitu v institucích Evropské unie je legitimita EU zpochybněna.

### Typy legitimity v EU
Pro tento účel je možné využít definici legitimity, jak ji formuloval Seymour Martin Lipset: „Schopnost systému utvářet a udržovat víru, že existující politické instituce jsou pro společnost nejlepší možné“. Legitimitu EU jako specifického politického systému můžeme dělit na vnitřní a vnější. Vnitřní se týká legitimity institucí, rozhodovacích procedur, byrokratických postupů a podoby politik vytvářených institucemi EU. Vnější legitimita se týká rozhodování o prohlubování a rozšiřování integračního procesu.

#### Vnější legitimita
Ohledně vnější legitimity by nemusely panovat žádné výhrady, jelikož revize smluv v případě prohlubování integrace i rozšiřování integračního procesu jsou ratifikovány národními parlamenty (resp. referendem), které disponují přímou legitimitou. Nicméně jako problematická se může jevit skutečnost, že o podobě smluvní revize rozhodují vlády členských států a národní parlamenty již pouze ratifikují hotový text. Na druhou stranu je zde patrný pokrok v této oblasti, a to zavedením metody Konventu, která je specifická zastoupením širokého spektra aktérů, jež se podílejí na revizi smluv.

#### Vnitřní legitimita
V otázce vnitřní legitimity je znatelný postup v procesu parlamentarizace EU, který se týká posilování a rozšiřování kompetencí Evropského parlamentu. Národní parlamenty taktéž disponují pravomocí ovlivnit legislativní proces uvnitř EU, konkrétně zavedením systému tzv. karet. Po přijetí Lisabonské smlouvy můžeme hovořit o určitém zvýšení legitimity nevoleného orgánu, jímž je Komise. Eurokomisaři jsou jmenováni na základě voleb do Evropského parlamentu a Evropská komise jako celek podléhá schválení ze strany Evropského parlamentu. Jako problematická se však může jevit legitimita Rady EU, která je pouze přenesená. Pravdou je, že jsou zde delegováni ministři národních vlád, kteří byli zvoleni v řádných národních volbách svými občany. Je třeba si uvědomit, že v tomto případě existuje legitimita dvojího druhu. Jednak je to již zmiňovaná národní legitimita a také legitimita evropská. Právě druhá zmíněná hraje pro občany vedlejší roli a při rozhodování ve volbách do národních parlamentů není rozhodující. Symbolické posílení národních parlamentů v Lisabonské smlouvě nemá žádný vliv na tvorbu legislativního procesu. Tato skutečnost potvrzuje fakt, že se v případě evropské integrace stále ještě jedná spíše o projekt politických elit.
V rámci posilování vnitřní legitimity je taktéž zapotřebí zdokonalení vnitřních procesů a procedur, týkající se posilování transparentnosti legislativního procesu, který je pro běžného občana značně nepřehledný. Další problémem transparentnosti je četnost neformálních nástrojů jednání, kdy se na veřejnost dostává pouze část informací. S tímto souvisí taktéž neexistence evropského veřejného prostoru a čistě evropských médií. Napomoci k větší legitimitě EU mohou taktéž účinná řešení aktuálních problémů, týkající se konkrétních politik ve výlučné pravomoci EU.

### Legitimita a volby do EP
Dalším problémem legitimity se jeví fakt, že volby do Evropského parlamentu jsou již od zavedení přímé volby v roce 1979 považovány za volby druhého řádu. Reif a Schmitt uvádějí, že se jedná o volby druhého řádu (SOE), jelikož jejich výsledky tak výrazně neovlivňují chod státu na celonárodní úrovni jako např. volby do dolních komor parlamentu – volby prvního řádu (FOE).  I když se může studie Reifa a Schmitta zdát zastaralá, je v jádru stále platná. Rozdíly mezi FOE a SOE je v důležitosti, kterou voliči přisuzují volbám. Jasným důkazem takového tvrzení je volební účast při parlamentních volbách a volbách do EP. Podle Šaradína voliči posuzují význam voleb dle toho, co v nich mohou ovlivnit a zajímá je především možnost spolurozhodovat o klíčových otázkách, jež se jich bezprostředně týkají v národní rovině.  Tím se taktéž potvrzuje teze, že voliči vnímají evropské záležitosti jako něco vzdáleného, těžko ovlivnitelného. Je rovněž možné, že v tomto případě jde o vedlejší produkt (ne)ztotožnění se s občanstvím EU, politikami a celkově existencí tohoto nadnárodního subjektu.